# Сікожино
Сікожино (пол. Sikorzyno, нім. Sikorschin) — село в Польщі, у гміні Стенжиця Картузького повіту Поморського воєводства.
Населення — 513 осіб (2011).
У 1975-1998 роках село належало до Гданського воєводства.

## Демографія
Демографічна структура станом на 31 березня 2011 року:
|          | Загалом | Допрацездатний вік | Працездатний вік | Постпрацездатний вік |
| -------- | ------- | ------------------ | ---------------- | -------------------- |
| Чоловіки | 261     | 71                 | 167              | 23                   |
| Жінки    | 252     | 65                 | 144              | 43                   |
| Разом    | 513     | 136                | 311              | 66                   |